# 2790 Needham
2790 Needham è un asteroide della fascia principale. Scoperto nel 1965, presenta un'orbita caratterizzata da un semiasse maggiore pari a 2,6555042 UA e da un'eccentricità di 0,1796971, inclinata di 14,65466° rispetto all'eclittica.